# Rose o' the Sea
Rose o' the Sea è un film muto del 1922 diretto da Fred Niblo. L'ultimo dei 17 film che Anita Stewart produsse con la sua compagnia. Ebbe come partner sul set il marito, Rudolph Cameron.
Fu uno dei primi film (il quinto) di Doran Cox, un aiuto regista che, tra il 1927 e il 1929, dirigerà quasi venti film.

## Produzione
Il film fu prodotto dall'Anita Stewart Productions e dalla Louis B. Mayer Productions.

## Distribuzione
Distribuito dalla Associated First National Pictures, il film - presentato da Louis B. Mayer	 - uscì nelle sale cinematografiche USA nel luglio 1922. Fu distribuito anche in Finlandia il 27 gennaio 1924.